# Michiaki Nagatani
Michiaki Nagatani, född 10 maj 1960 i San Juan de Yapacaní, Departementet Santa Cruz, Bolivia, han var kandidat i det bolivianska presidentvalet 2005 för partiet MNR, och hans vicepresidentkandidat var Guillermo Bedregal